# Élections législatives azerbaïdjanaises de 2020
Les élections législatives azerbaïdjanaises de 2020 ont lieu de manière anticipée le 9 février 2020 afin de renouveler les 125 membres de Assemblée nationale de l'Azerbaïdjan.
Le Parti du nouvel Azerbaïdjan au pouvoir conserve sans surprise sa majorité absolue des sièges, ceux restants revenant à des élus indépendants et à une poignée de petits partis.

## Contexte

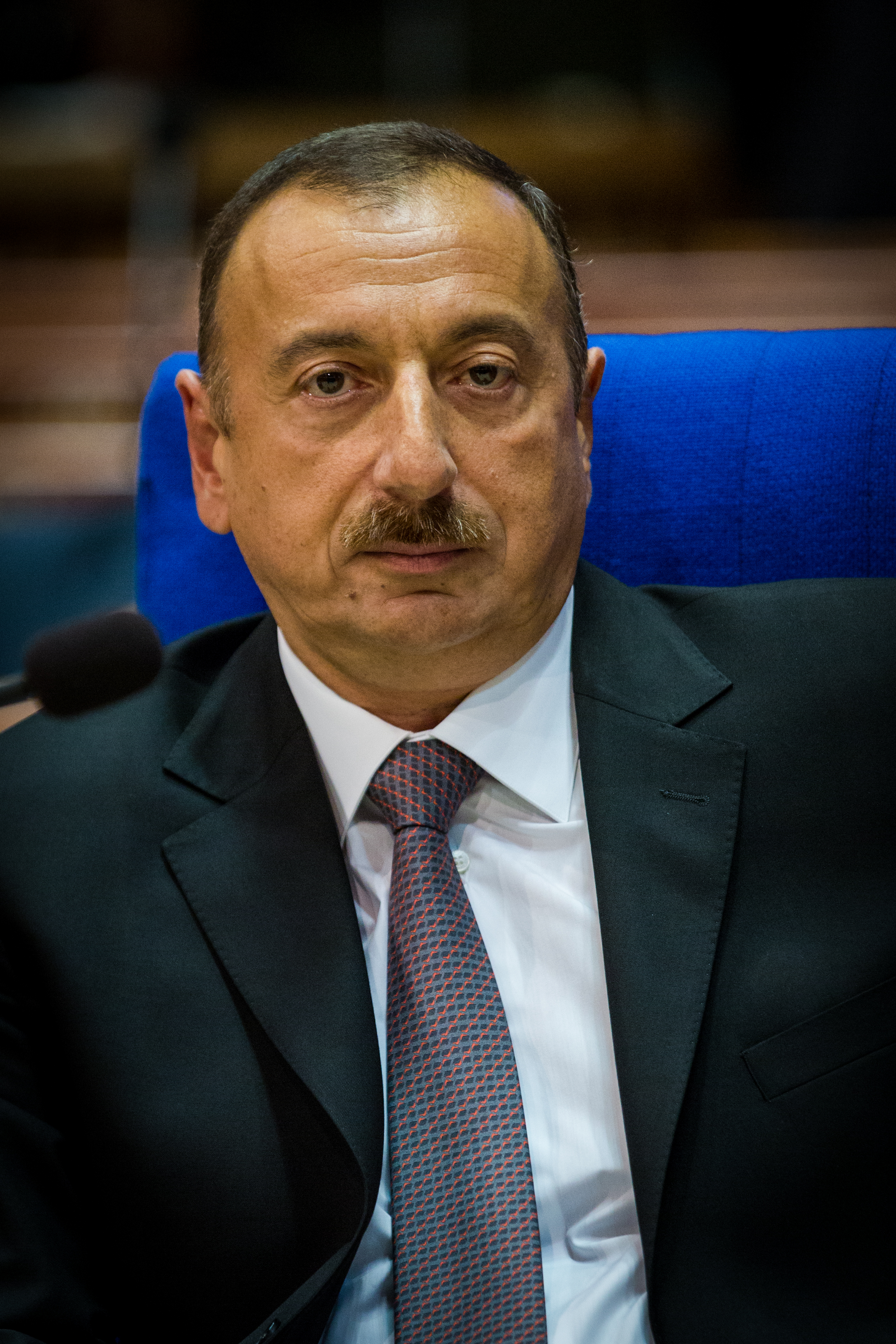
Ilham Aliyev.

Ilham Aliyev occupe la présidence de la République depuis 2003, ayant pris la succession de son père Heydar Aliyev. Leur parti, le Parti du nouvel Azerbaïdjan, est au pouvoir depuis 1993, peu après l'indépendance. L'opposition, incarnée notamment par Müsavat et le Front populaire d'Azerbaïdjan, dénoncent l'emprisonnement des personnes critiques envers le pouvoir, y compris des journalistes, des membres de la société civile et des avocats des droits de l'homme.
Les élections de novembre 2015, que l'Organisation de coopération et de développement économiques n'a pas été autorisée à surveiller, ont fait l'objet d'un boycott des principaux partis d'opposition, notamment Müsavat, qui accusent le gouvernement de « fraudes massives ». Le Parti du nouvel Azerbaïdjan les remporte sans surprise avec 69 sièges sur 125, le reste revenant principalement à des candidats sans étiquette et à une poignée de petit partis tolérés par le pouvoir.
Ilham Aliyev est réélu pour un quatrième mandat en avril 2018 avec 86,02 % des voix au cours d'un scrutin boycotté par l'opposition. L'Organisation pour la sécurité et la coopération en Europe (OSCE) présente son rapport lors d'une conférence le vendredi suivant les élections dans laquelle elle qualifie l'élection de non démocratique et les procédures légales entachée de très sérieuses irrégularités, y compris des cas de bourrages d'urnes. Des partisans du président Aliyev interrompent la conférence, remettant en cause l'impartialité de l'organisation.
Plusieurs mois plus tard, en décembre 2019, le parti au pouvoir décide de convoquer des élections anticipées, arquant que la composition actuelle de l'assemblée n'est pas en accord avec la politique mise en œuvre par le chef de l’État. Le vote surprise des députés le 2 décembre est suivi quatre jours plus tard d'un décret du président Ilham Aliyev fixant le scrutin au 9 février 2020.

## Système électoral
L'Assemblée nationale est un parlement unicaméral composé de 125 sièges pourvus tous les cinq ans au scrutin uninominal majoritaire à un tour dans autant de circonscriptions.
Pour être éligible, les candidats doivent posséder la citoyenneté azérie, et aucune autre, résider de manière permanente en Azerbaïdjan, disposer du droit de vote, être âgé d'au moins vingt-cinq ans et ne pas avoir de casier judiciaire.

## Forces en présence
| Parti | Parti                                                        | Idéologie                                        | Chef de file | Résultats en 2015           |
| ----- | ------------------------------------------------------------ | ------------------------------------------------ | ------------ | --------------------------- |
|       | Parti du nouvel Azerbaïdjan Yeni Azərbaycan Partiyası, (YAP) | Attrape-tout Étatisme, sécularisme, nationalisme | Ilham Aliyev | 47,20 % des voix 69 députés |

## Résultats
|                           |                                                |           |       |      |        |               |  |  |  |  |  |  |  |  |
| Parti                     | Parti                                          | Votes     | %     | +/–  | Sièges | +/–           |  |  |  |  |  |  |  |  |
|                           | Parti du nouvel Azerbaïdjan                    | 976 163   | 41,84 | 5,36 | 70     | 1             |  |  |  |  |  |  |  |  |
|                           | Müsavat                                        | 38 714    | 1,66  | 0,78 | 0      | en stagnation |  |  |  |  |  |  |  |  |
|                           | Parti de la solidarité civique                 | 27 121    | 1,16  | 0,16 | 3      | 1             |  |  |  |  |  |  |  |  |
|                           | Parti du front populaire de tout l’Azerbaïdjan | 16 189    | 0,69  | 0,80 | 1      | en stagnation |  |  |  |  |  |  |  |  |
|                           | Grand parti de l'ordre                         | 15 846    | 0,68  | 0,52 | 1      | en stagnation |  |  |  |  |  |  |  |  |
|                           | Parti de la patrie                             | 12 587    | 0,54  | 0,46 | 1      | en stagnation |  |  |  |  |  |  |  |  |
|                           | Parti de l'unité civique                       | 11 983    | 0,51  | 0,03 | 1      | en stagnation |  |  |  |  |  |  |  |  |
|                           | Parti de l'unité                               | 11 347    | 0,49  | 0,04 | 1      | en stagnation |  |  |  |  |  |  |  |  |
|                           | Parti démocratique des lumières                | 9 004     | 0,39  | 0,08 | 1      | en stagnation |  |  |  |  |  |  |  |  |
|                           | Parti de l'espoir                              | 7 565     | 0,32  | 0,20 | 0      | en stagnation |  |  |  |  |  |  |  |  |
|                           | Parti Müsavat moderne                          | 6 844     | 0,29  | Nv   | 0      | en stagnation |  |  |  |  |  |  |  |  |
|                           | Parti de l'indépendance nationale              | 6 688     | 0,29  | 0,08 | 0      | en stagnation |  |  |  |  |  |  |  |  |
|                           | Azerbaïdjan uni                                | 6 358     | 0,27  | Nv   | 0      | en stagnation |  |  |  |  |  |  |  |  |
|                           | Parti démocrate                                | 6 110     | 0,26  | Nv   | 0      | en stagnation |  |  |  |  |  |  |  |  |
|                           | Parti pour les réformes démocratiques          | 5 533     | 0,24  | 0,50 | 1      | en stagnation |  |  |  |  |  |  |  |  |
|                           | Autres partis                                  | 18 916    | 0,81  | –    | 0      | en stagnation |  |  |  |  |  |  |  |  |
|                           | Indépendant                                    | 1 155 884 | 49,55 | 9,05 | 41     | 2             |  |  |  |  |  |  |  |  |
|                           | Sièges invalidés                               |           |       |      | 4      | –             |  |  |  |  |  |  |  |  |
|                           |                                                |           |       |      |        |               |  |  |  |  |  |  |  |  |
| Suffrages exprimés        | Suffrages exprimés                             | 2 332 852 | 92,94 |      |        |               |  |  |  |  |  |  |  |  |
| Votes blancs et invalides | Votes blancs et invalides                      | 177 283   | 7,06  |      |        |               |  |  |  |  |  |  |  |  |
| Total                     | Total                                          | 2 510 135 | 100   | –    | 125    | en stagnation |  |  |  |  |  |  |  |  |
| Abstentions               | Abstentions                                    | 2 848 880 | 53,16 |      |        |               |  |  |  |  |  |  |  |  |
| Inscrits / participation  | Inscrits / participation                       | 5 359 015 | 46,84 |      |        |               |  |  |  |  |  |  |  |  |